# Love Kills
«Love Kills» (с англ. — «Любовь убивает») — дебютный сольный сингл Фредди Меркьюри на одноимённую песню для саундтрека отреставрированной версии фильма «Метрополис», подготовленной в 1984 году Джорджо Мородером.
В 1985 году песня была выставлена на «Золотую малину» в номинации «Худшая оригинальная песня» (фильм же был выставлен в номинации «Худший саундтрек»), хотя сингл достиг десятой строчки в британском сингл-чарте.
Песня была также использована для финальных титров фильма «Заряженное оружие».

## Список композиций
| №  | Название                        | Автор(ы)                          | Длительность |
| -- | ------------------------------- | --------------------------------- | ------------ |
| 1. | «Love Kills»                    | Фредди Меркьюри и Джорджо Мородер | 4:05         |
| 2. | «Rotwang’s Party (Robot Dance)» | Мородер                           | 3:10         |

| №  | Название                                         | Автор(ы)          | Длительность |
| -- | ------------------------------------------------ | ----------------- | ------------ |
| 1. | «Love Kills» (Extended Remix)                    | Меркьюри, Мородер | 5:21         |
| 2. | «Rotwang’s Party (Robot Dance)» (Extended Remix) | Мородер           | 5:21         |

## Версия Queen
Ранее неиздававшийся вариант песни, переработанный Брайаном Мэем и Роджером Тейлором, был издан в 2014 году в составе компиляции Queen Forever. В этом варианте песня представляет собой балладу и выглядит в некотором роде урезанной по сравнению с высокоэнергичным треком в варианте Меркьюри. Первоначально песня была написана для одиннадцатого студийного альбома группы The Works, но не вошла в итоговый вариант.

## В записи участвовали

### Сольная версия
- Фредди Меркьюри — вокал, синтезаторы
- Райнхольд Мак — синтезаторы, программирование

### Версия Queen
- Фредди Меркьюри — вокал
- Брайан Мэй — гитара, бас-гитара
- Джон Дикон — дополнительные гитары
- Роджер Тейлор — ударные

## Ремиксы
- «Love Kills» (Wolf Remix) был выпущен в 1992 году в США на промо-CD.
- «Love Kills» (Pixel '82 Remix) и «Love Kills (More Oder Rework by The Glimmers)» были включены в состав британского двухдискового издания сборника Lover of Life, Singer of Songs, выпущенного в 2006 году.
- Несколько ремиксов на песню было выпущено в составе ремикс-сингла для Европы в 2006 году, с различающимися трек-листами:
  - «Love Kills» (Sunshine People Radio remix)
  - «Love Kills» (Star Rider remix)
  - «Love Kills» (Rank 1 Radio remix)
  - «Love Kills» (Sunshine People Club remix)

## Позиции в чартах
| Чарты (1984—2006)                 | Высшие позиции |
| --------------------------------- | -------------- |
| Австрия (Ö3 Austria Top 40)       | 9              |
| Бельгия/Фландрия (Ultratop 50)    | 17             |
| Нидерланды (Dutch Top 40)         | 32             |
| Нидерланды (Single Top 100)       | 24             |
| Poland (Airplay Chart)            | 4              |
| Испания (PROMUSICAE)              | 4              |
| Швейцария (Schweizer Hitparade)   | 27             |
| Великобритания (UK Singles Chart) | 10             |
| США (Billboard Hot 100)           | 69             |
| ФРГ (Offizielle Top 100)          | 25             |